# Cephalotes minutus
Espèce
Synonymes
Cephalotes membranaceus, est une espèce de fourmis arboricoles du genre Cephalotes,.

## Distribution
Nous ne possédons pas assez d'éléments sur l'endémisme de C. minutus, néanmoins, le spécimen étudié par Zimsen (1964) fut trouvé dans la région d'Essequibo au Guyana. Les spécimens photographiés ci-contre et ci-dessous proviennent, quant à eux, du Paraguay.

## Description
Comme les autres espèces du genre Cephalotes, elles sont caractérisées par l'existence de soldats spécialisés dotés d'une tête surdimensionnée et plate ainsi que des pattes plus plates et plus larges que leurs cousines terrestres. Elles peuvent ainsi se déplacer d'un arbre à un autre dans une forêt.
Elle fut décrite et classifiée pour la première fois par l'entomologiste danois Johan Christian Fabricius, en 1804. La classification de C. minutus fait partie de la classification de Fabricius, première classification moderne des insectes.

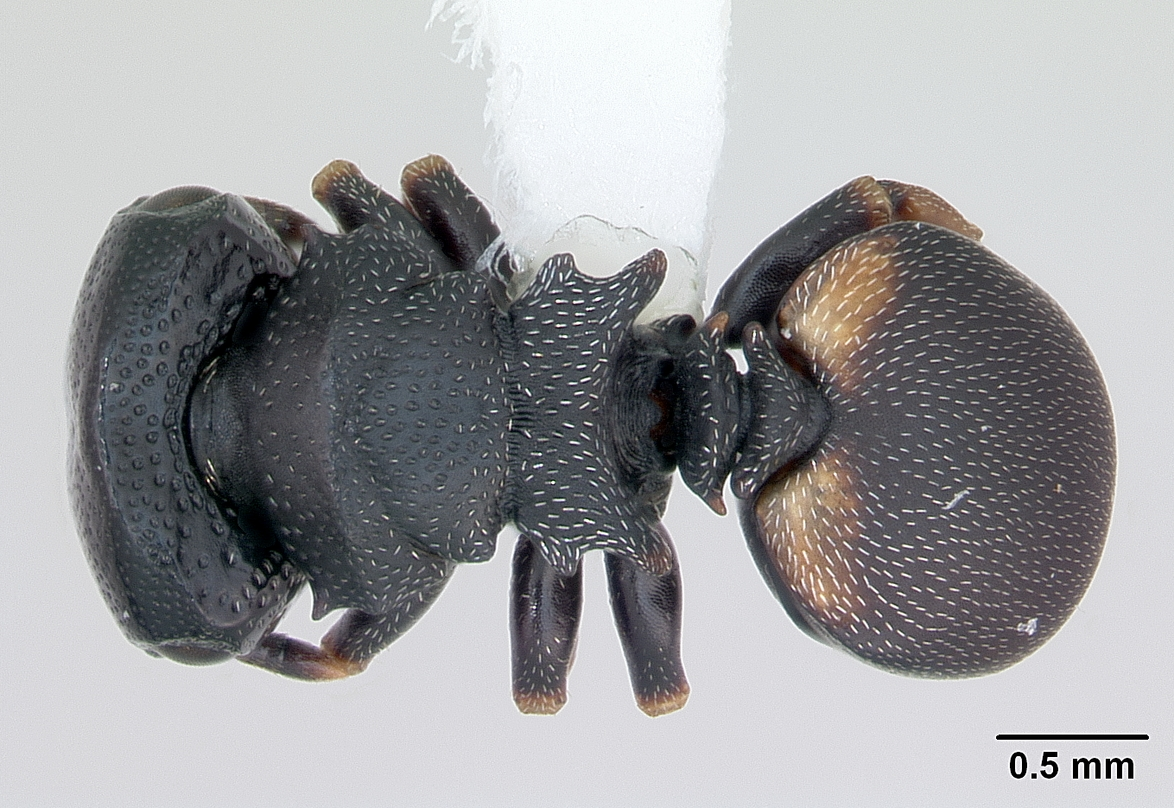
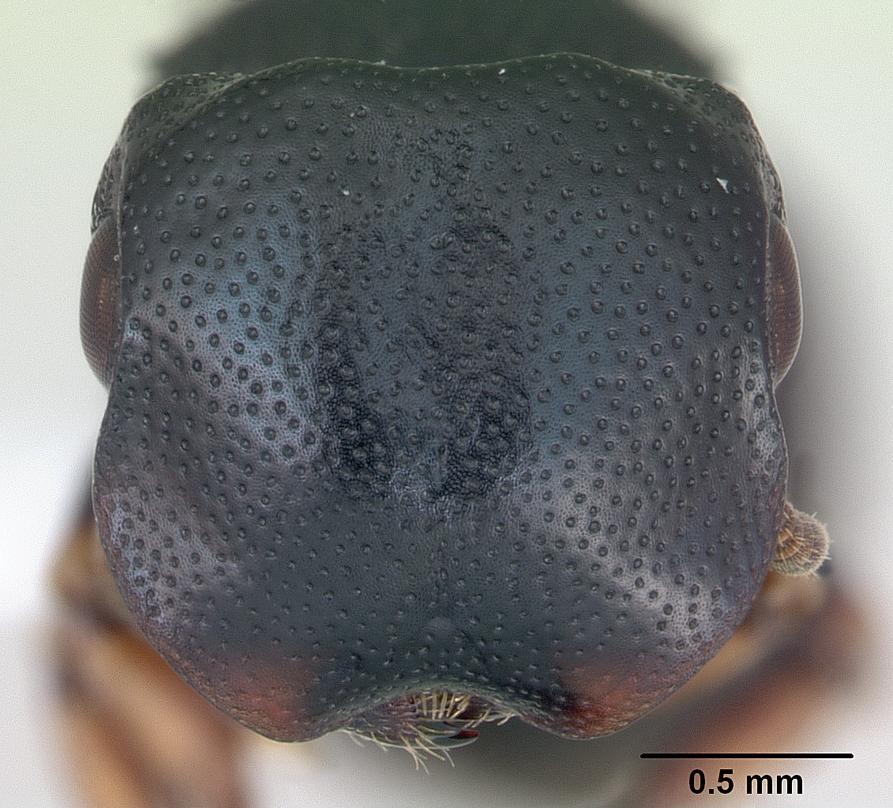
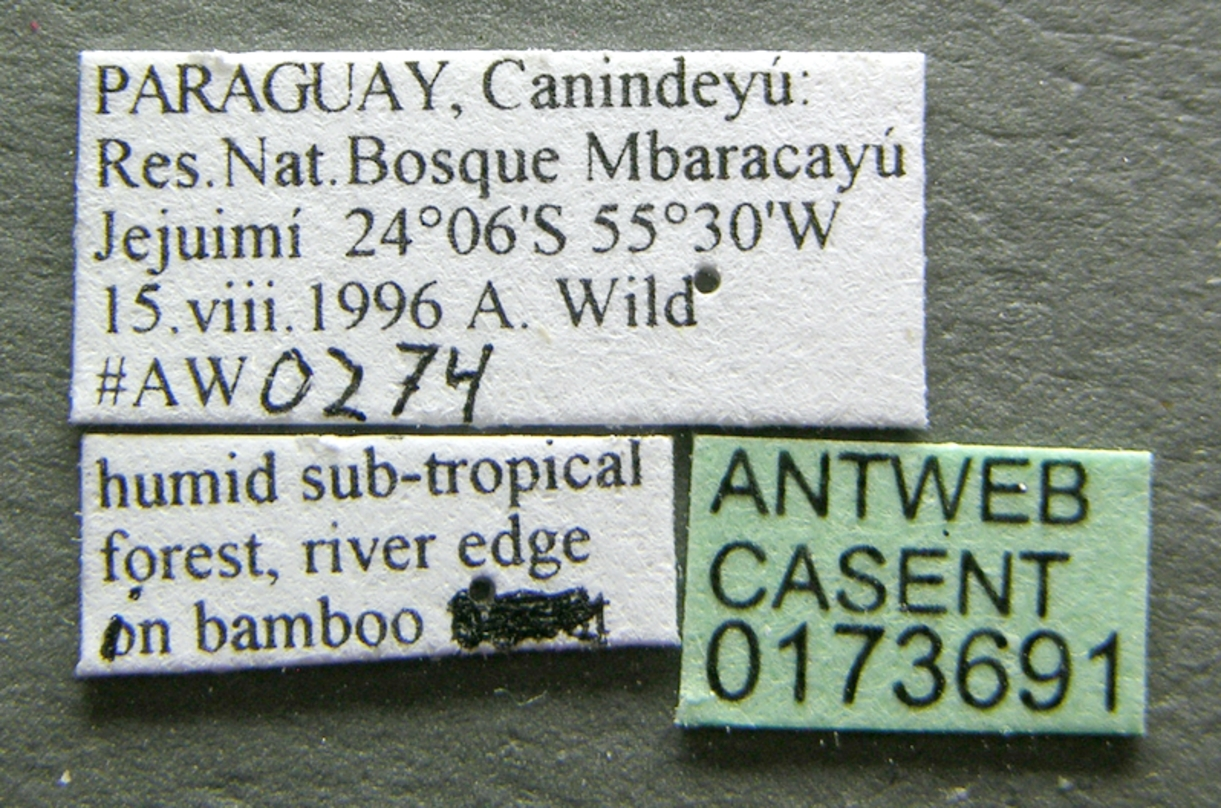
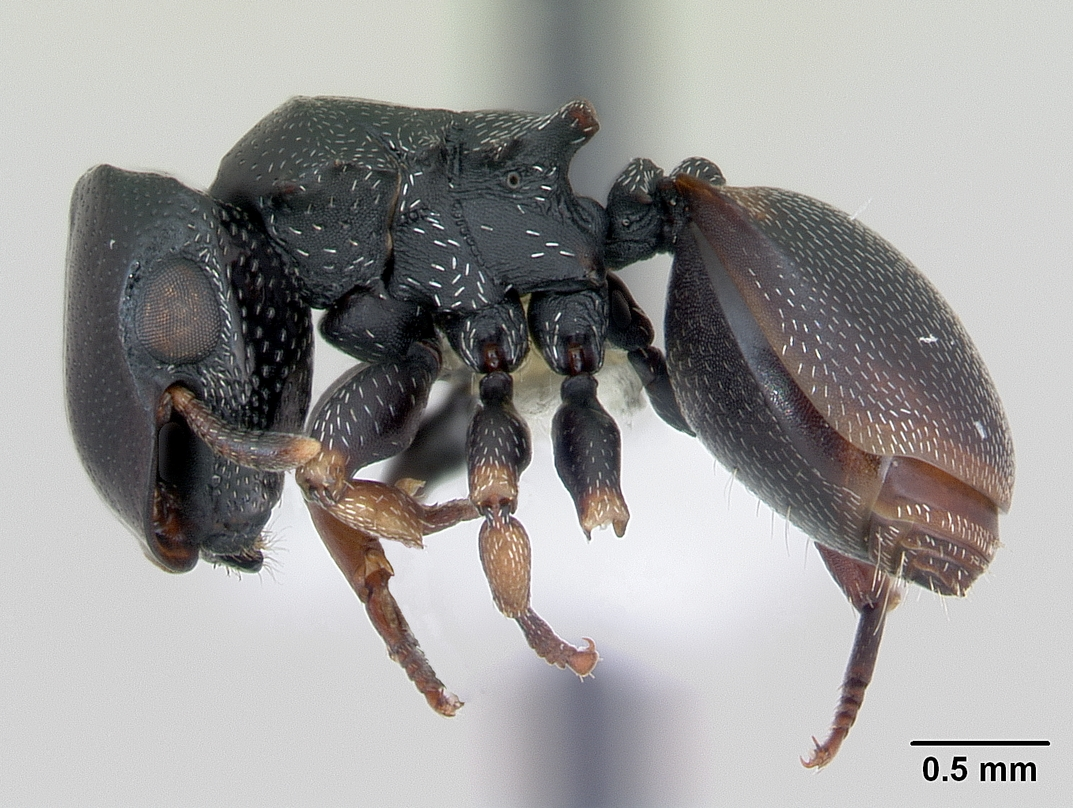
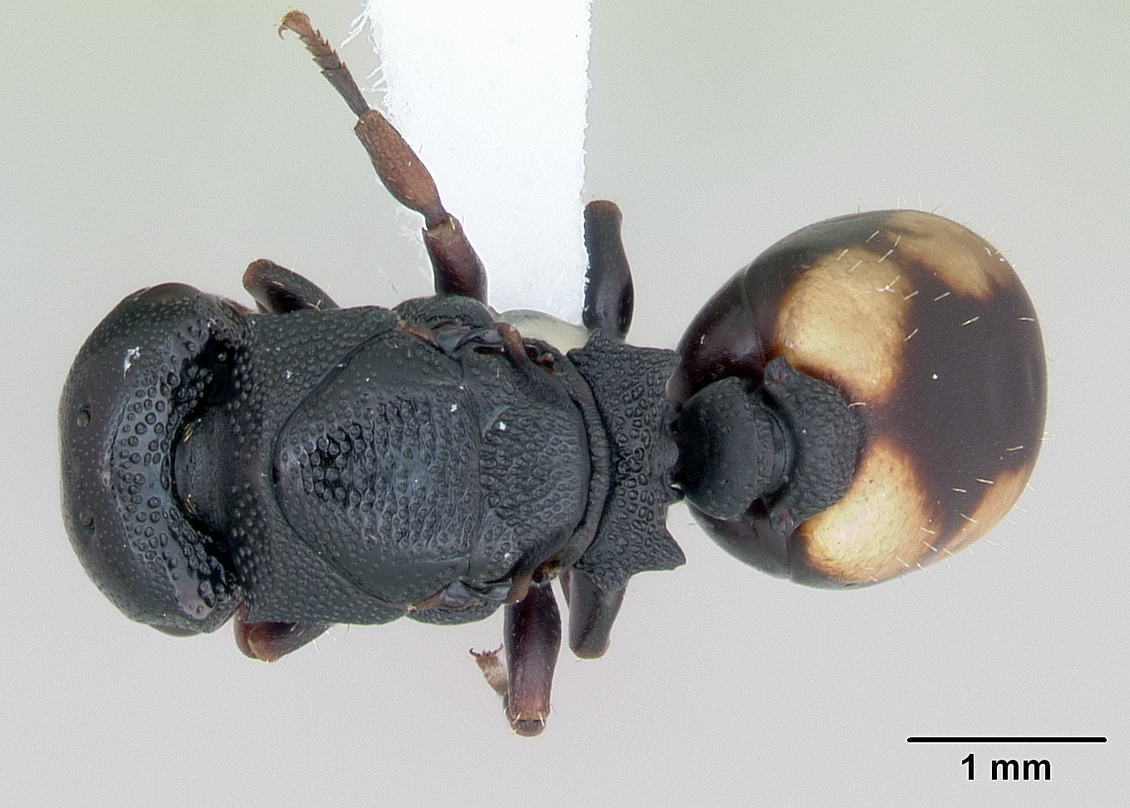
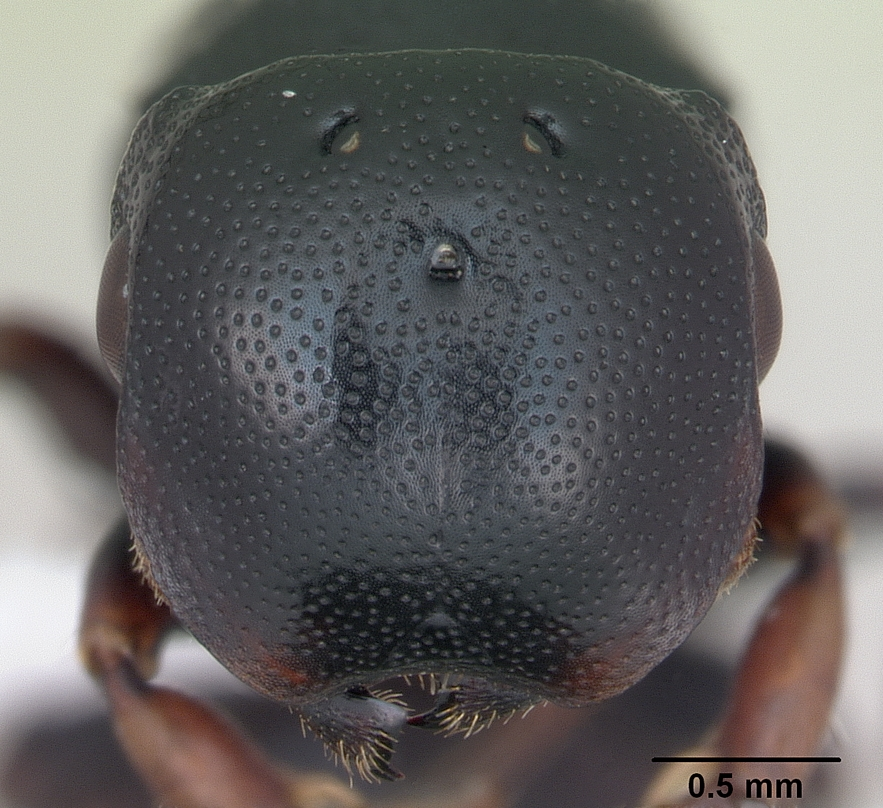

## Publication originale
Diversity and Adaptation in the Ant Genus Cephalotes Past and Present (Hymenoptera, Formicidae)